# Calathea brunnescens
Calathea brunnescens là một loài thực vật có hoa trong họ Marantaceae. Loài này được (K.Koch) K.Schum. mô tả khoa học đầu tiên năm 1902.